# José Ordax Avecilla
José Ordax Avecilla (Valderas, 1813 - Madrid, 1856) fou un periodista i polític espanyol. Advocat d'idees iusracionalistes, va passar del Partit Progressista al Demòcrata. Va dirigir El Regenerador (1841) i va ser diputat per un districte de Lleó en la minoria demòcrata del Partit Progressista a les eleccions de 1846; va participar en l'intent de consolidar un únic Partit Demòcrata en 1848, però l'intent va fracassar per no haver-se aconseguit conciliar les idees dels dos programes escrits aleshores com a manifest davant la frustrada revolució de 1848; Ordax va redactar un de retocat per Nicolás María Rivero, Aniceto Puig i Manuel María Aguilar; en fracassar la revolució va ser empresonat.
El 6 d'abril de 1849, no obstant això, el programa redactat per Ordax i retocat pels seus amics Puig i Aguilar va constituir el Manifest Progressista Democràtic que va crear definitivament el Partit Democràtic espanyol. El Manifest declarava i defensava els drets civils, polítics i socials que emanaven de la llibertat i la igualtat naturals de l'home, i que havien de garantir "l'existència de l'individu i el lliure desenvolupament de totes les seves facultats". Els drets civils, reconeguts pel liberalisme moderat però, segons els demòcrates, no efectivament garantits, eren la seguretat individual, la inviolabilitat del domicili, la propietat, la llibertat de consciència, la llibertat de professió, la llibertat de pensament i l'admissió a tots els càrrecs i ocupacions en funció del mèrit. Els drets polítics que admetia la Constitució espanyola de 1845 eren els d'associació i de petició, però ho estaven amb "subjecció a les lleis", el que els invalidava en la pràctica, mentre que els de reunió pacífica, de sufragi i de judici per jurat no es trobaven reconeguts. I eren part de la reivindicació democràtica. Finalment, s'afegien dos drets "socials": el dret a la instrucció primària gratuïta i a la igualtat enfront de les contribucions i el servei militar. Demanaven el sufragi "universal" directe, exercit per "tots els espanyols, majors d'edat que sabessin llegir i escriure, tinguessin domicili fix i una professió o ofici que no els constituís dependents de la voluntat d'altres persones", entre altres avenços.
En la dècada dels cinquanta Ordax va dirigir els periòdics La Asociación (amb Fernando Garrido) i La Creencia, on es constata l'influx cada vegada més gran de Louis Blanc i Proudhon. A l'esclatar la Vicalvarada o Revolució de 1854 va formar part de la Junta Revolucionària de Madrid. En 1855 va ser elegit diputat.

## Obres
- El prisma de la razón aplicado a la política, partidos y guerra actual, Burgos 1839.
- Examen crítico-filosófico: revolución de mayo de 1843. Madrid 1843.
- La política en España: pasado, presente, porvenir, Madrid 1853.